# افسانه (فیلم ۲۰۰۵)
افسانه (به انگلیسی The Myth)، یک فیلم رزمی، حماسی هنگ کنگی به کارگردانی استنلی تانگ با بازی جکی چان که در سال ۲۰۰۵ اکران شد.
این فیلم دو دنباله به نام‌های کونگ فو یوگا (۲۰۱۷) و یک افسانه (۲۰۲۴) دارد. همچنین در ۱۰ ژانویه ۲۰۱۰، یک مجموعه تلویزیونی ۵۰ قسمتی، با عنوان افسانه، از تلویزیون چین پخش شد. جکی چان تهیه‌کننده سریال بود و استنلی تانگ کارگردان خلاق بود. این مجموعه تلویزیونی داستانی متفاوت با فیلم داشت.

## داستان
یک باستان‌شناس چینی بنام جک (با بازی جکی چان) رویاهایی مرموز از قرون گذشته می‌بیند که در آنجا او بعنوان یک جنگجوی بزرگ زندگی متفاوتی داشته است…

## بازخوردها
- در راتن تومیتوز، این فیلم بر اساس نقدهای ۵ منتقد، با میانگین امتیاز ۳٫۹ از ۱۰، دارای ۲۰٪ تاییدیه است.[۴]
- این فیلم در ۲۳ سپتامبر ۲۰۰۵ در هنگ کنگ منتشر شد و در سه روز اول ۶٫۲۳۰٫۰۰۰ دلار هنگ کنگ به دست آورد. این فیلم با ۱۷ میلیون دلار هنگ کنگ به پایان رسید و سومین فیلم پردرآمد داخلی در هنگ کنگ در آن سال و در خارج از کشور با مجموع ۱۲۰ میلیون دلار در سراسر جهان شد.